# Jan Vrba (bobista)
Jan Vrba (* 28. ledna 1982 Jablonec nad Nisou) je český bobista.
Startoval na Zimních olympijských hrách 2010, kde byl členem posádky čtyřbobu, jenž se umístil na 16. místě. Se čtyřbobem obsadil na ZOH 2014 rovněž 16. místo, ve dvojbobech skončil na 24. příčce. Na světových šampionátech dosáhl nejlépe 12. místa ve čtyřbobech na MS 2013, v závodech Světového poháru byl ve čtyřbobech nejlépe pátý v Altenbergu v roce 2013.

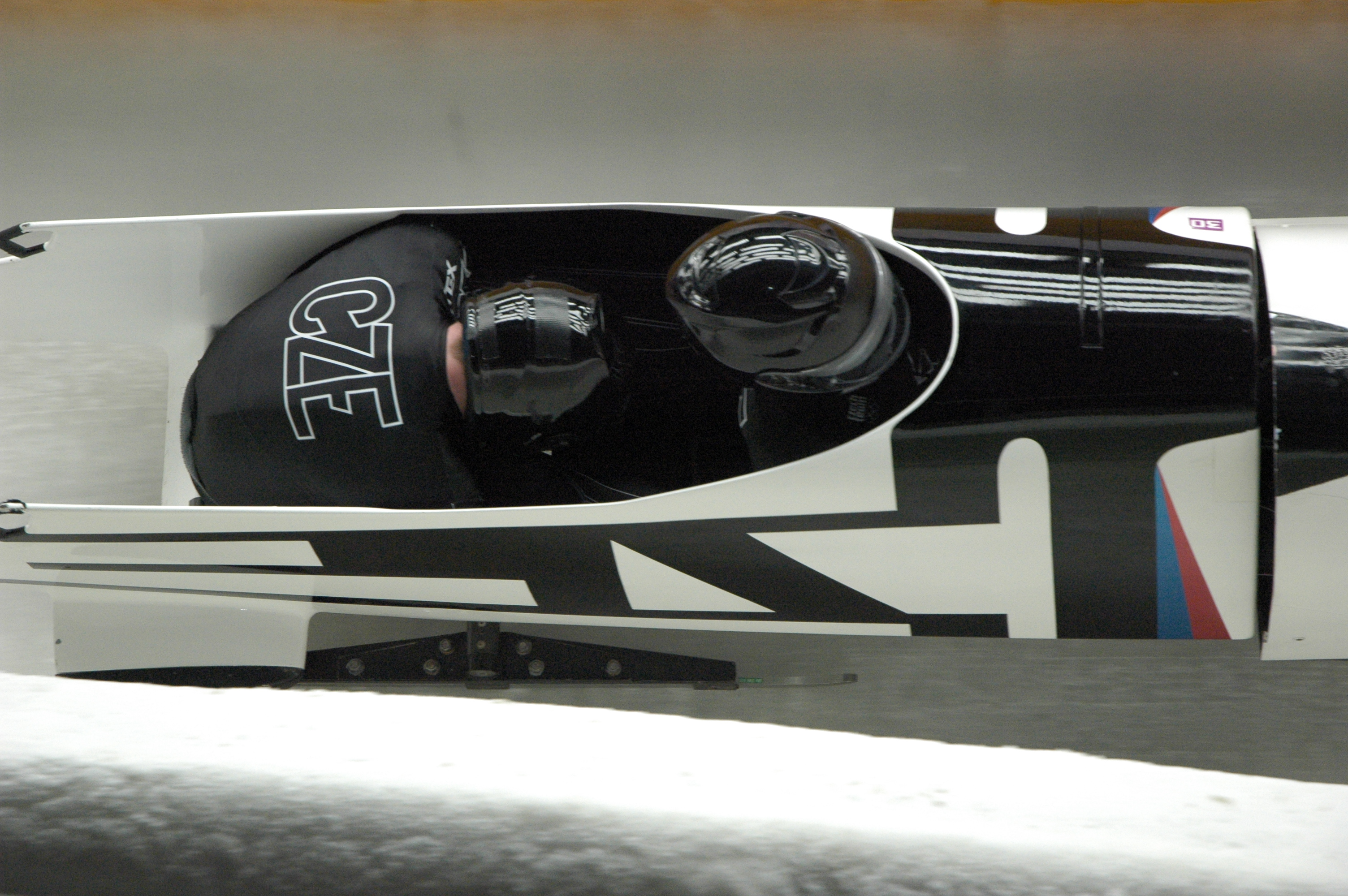
Třetí jízda dvojbobu pilotovaného Janem Vrbou a brzdaře Michala Vacka na ZOH 2014, kde čeští reprezentanti obsadili 24. místo